# Dracula hirsuta
Dracula hirsuta é uma espécie de orquídea epífita de crescimento cespitoso cujo gênero é proximamente relacionado às Masdevallia, parte da subtribo Pleurothallidinae. Esta espécie é originária do sudeste do Equador, onde habita florestas úmidas e nebulosas das montanhas.
Pode ser diferenciada das espécies mais próximas por suas folhas longas e estreitas, flores pouco abertas, densamente pubescentes e pintadas de marrom internamente e labelo branco, ovoide e concavo.